# کریستن کلوک
کریستن کلوک (انگلیسی: Kristen Cloke؛ زادهٔ ۲ سپتامبر ۱۹۶۸) یک هنرپیشه اهل ایالات متحده آمریکا است. وی از سال ۱۹۹۰ میلادی تاکنون مشغول فعالیت بوده‌است.

## گزیدهٔ آثار

### سینما
- مقصد نهایی ۵ (۲۰۱۱)
- مقصد نهایی ۴ (۲۰۰۹)
- کریسمس سیاه (۲۰۰۶)
- مقصد نهایی (۲۰۰۰)
- مرد متأهل (۱۹۹۱)
- مگاویل (۱۹۹۰)

### تلویزیون
- پرونده‌های اکس (۱۹۹۶)